# سوبیشین
سوبیشین (به لاتین: Soběšín) یک منطقهٔ مسکونی در جمهوری چک است که در ناحیه کوتنا هورا واقع شده‌است.